# Historias de la puta mili (film)
Pour plus de détails, voir Fiche technique et Distribution.
Historias de la puta mili (litt. Histoires de la prostituée militaire) est un film de guerre comique espagnol sorti en 1994, réalisé par Manuel Esteban i Marquilles. Le film est une adaptation de la série de Bande dessinée humoristique du même titre de Ramón 'Ivà' Tosas, publiée dans la revue satirique El Jueves. Une série télévisée du même nom (es) a été diffusée dans les mêmes années.

## Synopsis
Les aventures et les mésaventures d'un groupe de soldats espagnols dirigé par le sergent Marcelino Arensivia.

## Fiche technique
- Titre original espagnol : Historias de la puta mili
- Réalisation : Manuel Esteban i Marquilles
- Scénario : El Gran Wyoming, Manuel Esteban, Joan Potau, Enrique Uviedo
- Musique : Josep Mas
- Production : Enrique Uviedo pour Motion Pictures, Canal+ (Espagne), Televisió de Catalunya, Televisión Española
- Pays de production :  Espagne
- Genre : comédie, film de guerre
- Durée : 97 min
- Direction artistique : Pere Francesc, Lluís Mateu
- Photographie : Josep M. Civit
- Montage : Amat Carreras
- Costumes : Elena Oliveras
- Langue originale : espagnol
- Compagnie de distribution : Columbia TriStar Films de España
- Dates de sortie :
  - Espagne : 14 janvier 1994

## Distribution
- Juan Echanove : sergent Marcelino Arensivia
- Jordi Mollà : El Pulpo
- Achero Mañas : El Chino
- Marc Martínez : El Maca
- David Gil : El Bola
- Carles Romeu : El Diputao
- José Sazatornil : général Huete
- Agustín González : commandant Giménez
- José María Cañete : sergent G. Civil
- Gracia Olayo : María
- Juan Franco Giménez : El Judío